# Herminia Albarrán Romero
Herminia Albarrán Romero es una artista mexicoamericana conocida por su papel picado (cortado de papel mexicano) y su fabricación de altares. Recibió una Beca del Patrimonio Nacional de la Fundación Nacional para las Artes en 2005, que es el más alto honor de los Estados Unidos en las artes populares y tradicionales.

## Trayectoria
Nacida y criada en Tlatlaya, México, Albarrán Romero comenzó a aprender sus habilidades de su madre. De joven perfeccionó su oficio con estudios en Acatempa en Amatepel.
Ha sido encargada de crear obras para varias instituciones notables, como el Museo de Oakland de California, el Palacio de la Legión de Honor de California y el Centro Cultural de la Misión para las Artes Latinas. Romero reside actualmente en San Francisco, California.

Muchas de sus exposiciones se centran en las celebraciones del Día de Muertos, donde crea altares. Ella afirma de su trabajo:
Al crear mis obras para el Día de los Muertos, me alegro al sentir la presencia cercana de mis seres queridos. Cuando creo papel picado y flores de papel, vuelvo a experimentar esos recuerdos de la infancia cerca de mi querida madre y mis abuelos que también trabajaban en estas manualidades. Me siento conectado con el amor que tienen por mí incluso en la muerte y es por eso que siento una gran alegría dentro de mí.
Albarrán Romero colabora como altarista o fabricante de altares en los talleres del Día de los Muertos en todo Estados Unidos.

## Exposiciones seleccionadas
- Día de los Muertos Altar de Honor en el Mission Cultural Center for Latino Arts, San Francisco, CA, octubre-noviembre de 2005
- Altar del Día de los Muertos en el New College of California, San Francisco, CA, octubre-noviembre de 2005
- Día de los Muertos Altar en el Palacio de la Legión de Honor, San Francisco, CA, otoño de 2004
- Celebración de la Virgen de Guadalupe en la Basílica de la Misión Dolores: Papel picado y grandes rosas de papel, San Francisco, CA, diciembre de 2003
- Día de los Muertos Altar en la Basílica de Mission Dolores, San Francisco, CA, 2003
- Día de los Muertos Altar y Decoraciones de Papel Picado para el Centro Cultural de la Misión de Artes Latinas, San Francisco, CA, 2003